# Liste der Wappen im Bezirk Gmunden
Die Liste der Wappen im Bezirk Gmunden zeigt die Wappen der Gemeinden im oberösterreichischen Bezirk Gmunden.

## Wappen der Städte, Marktgemeinden und Gemeinden

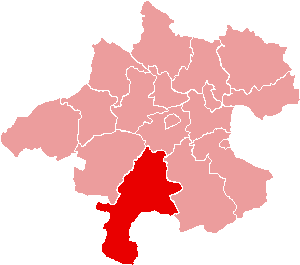
Lage in Oberösterreich
Altmünster
Bad Goisern
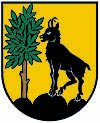
Bad Ischl
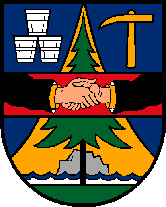
Ebensee
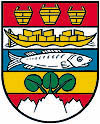
Gmunden
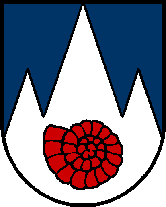
Gosau
Grünau im Almtal
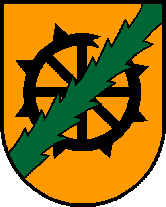
Gschwandt
Hallstatt
Kirchham
Laakirchen
Obertraun
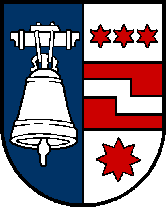
Ohlsdorf
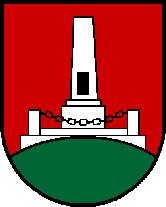
Pinsdorf
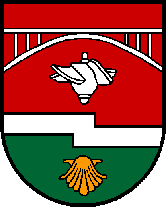
Roitham am Traunfall
St. Konrad
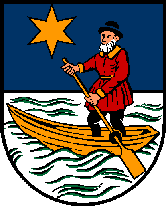
Sankt Wolfgang im Salzkammergut
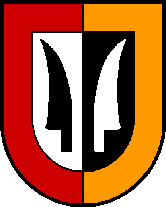
Scharnstein
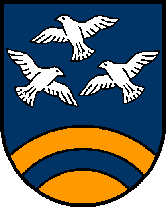
Traunkirchen
Vorchdorf